# Amsterdammerpolder
De Amsterdammerpolder is een (voormalige) polder in Amsterdam aan de zuidzijde van het Noordzeekanaal en is een van de IJpolders. De polder dateert uit 1877. De Petroleumhaven was de eerste haven die in deze polder werd gerealiseerd.
De polder ligt ten oosten van de Groote IJpolder en de Hemweg, en ten noorden van de S101 in het Westelijk Havengebied. Er is anno 2025 nog maar weinig herkenbaar van de oorspronkelijke polder door de aanleg van havenbekkens, bedrijventerreinen en weginfrastructuur.